# Matthew Archibald
Matthew Archibald (Hamilton, 20 de mayo de 1986) es un deportista neozelandés que compite en ciclismo en la modalidad de pista, especialista en las pruebas de velocidad y contrarreloj.
Ganó  medallas en el Campeonato Mundial de Ciclismo en Pista, en la prueba del kilómetro contrarreloj.

## Medallero internacional
| Campeonato Mundial | Campeonato Mundial      | Campeonato Mundial | Campeonato Mundial |
| Año                | Lugar                   | Medalla            | Competición        |
| ------------------ | ----------------------- | ------------------ | ------------------ |
| 2015               | Saint-Quentin (Francia) | Medalla de bronce  | 1 km contrarreloj  |